# Курська (станція метро, Кільцева лінія)
55°45′30″ пн. ш. 37°39′33″ сх. д. / 55.75833° пн. ш. 37.65917° сх. д.
Курська (рос. Курская) — станція Кільцевої лінії Московського метрополітену у Басманному районі, Центрального адміністративного округу, Москви. Відкрита 1 січня 1950 року. Розташована під Курським вокзалом на честь якого отримала назву.

## Вестибюлі і пересадки
Станція має два вестибюлі: північний (наземний) — суміщений з «Курською» Арбатсько-Покровської лінії, і південний (підземний), суміщений з «Чкаловською».
Разом зі станцією було побудовано складну систему підземних і наземних приміщень, що забезпечують входи-виходи пересадного вузла, його сполучення з внутрішніми приміщеннями Курського вокзалу і переходи між станціями метрополітену. Центром цього ансамблю є круглий підземний зал, в якому сходяться ескалаторний тунель «Курської»-кільцевої (3 ескалатори типу Е55Т встановлені в 2009 році), прохід з ескалаторного аванзалу «Курської»-радіальної, входи і виходи залу очікування Курського вокзалу і підземного касового аванзалу, сполученого з наземним павільйоном станції.

### Пересадки
- Метростанцію  «Курська»
- Метростанцію  Чкаловська
- Залізничну станцію та станцію МЦД   Москва-Пасажирська-Курська
- Автобуси: 024, 40, Б
- Трамвай: 4, 32, 45

## Технічна характеристика
Конструкція станції — колонна трисклепінна глибокого закладення
Глибина закладення станції — 40 метрів. Добовий пасажиропотік через вестибюль станції у березні 2002 по входу становив 61700 осіб, пересадковий пасажиропотік на Арбатсько-Покровську лінію за даними на 1999 рік дорівнював 136300 осіб на добу.

## Колійний розвиток

Схема колійного розвитку станції «Курська»

Станція з колійним розвитком — 5 стрілочних переводів та 1 станційна колія для обороту та відстою рухомого складу, що переходить у ССГ з Люблінсько-Дмитрівською лінією. Цей міжлінійник використовують для службових перевезень і для перегонки потягів з однієї лінії на іншу.
За станцією між головними коліями розташовано пункт технічного обслуговування потягів.